# Firmino Bernardino
Firmino Bernardino, nasceu em 19 de março de 1950 em Venda do Pinheiro, foi um ciclista português.

## Biografia
Nasceu a 19 de Março de 1950 na Venda do Pinheiro.
Começou a carreira de ciclista em 1968 no Sporting Clube Portugal que tinha uma equipa fortíssima. Logo em Julho desse ano teve a sua primeira contribuição para um triunfo colectivo, no Grande Prémio FC Porto – Robbialac. Dois meses depois foi 10º no Campeonato Nacional de Fundo.
O seu primeiro grande triunfo individual aconteceu no Troféu “Jornal de Notícias”, a 10 de Maio de 1970, onde bateu ao "sprint" quatro adversários que o acompanharam numa fuga iniciada pouco mais de 15 km após a partida. Os leões venceram colectivamente. Um mês depois foi o grande vencedor do Grande Prémio Robbialac.
Na Volta a Portugal de 1970 triunfou no Prémio da Montanha e foi 2º na geral, suplantado apenas por Joaquim Agostinho. Em Setembro estreou-se na VII Escalada de Montjuich, com um 18º lugar, e 15 dias depois venceu o Circuito de Alenquer e o Campeonato Regional de Rampa numa temporada a todos os títulos memorável.
A 14 de Março de 1971, Firmino Bernardino ganhou o Campeonato Regional do Sul (o Sporting triunfou colectivamente), e em Junho contribuiu para a vitória colectiva no 3º Grande Prémio Riopele (com um 7º lugar). Na Volta a Portugal voltou a ser 2º, atrás de… Agostinho, e venceu, mais uma vez, o Prémio da Montanha. No Grande Prémio Internacional de Sintra, para não variar, foi 2º atrás de Joaquim Agostinho e em nova presença na Escalada de Monjuich alcançou o 21º posto. Em Outubro voltou a triunfar no Regional de Rampa, num verdadeiro festival sportinguista com 5 ciclistas nos 5 primeiros lugares!
Na Volta a Portugal de 1972 ficou em 6º e no ano seguinte triunfou na clássica “Lisboa-Algarve”, batendo no sprint o benfiquista Venceslau Fernandes.
Em 1975 fez parte da equipa do Sporting, a 1ª portuguesa a participar no “Tour” de França, onde acabou por desistir.
Saiu da equipa leonina mudando-se para o Benfica. Em 1976 venceu pela primeira vez a Volta a Portugal depois do interregno do ano anterior.
Mudou-se para a equipa do Lousa Trinaranjus. Nos anos de 1979 e 1980 triunfou na Volta ao Algarve. Em 1979 venceu o Troféu Joaquim Agostinho. Acabou a carreira em 1987.

## Carreira desportiva
“Em 1968, o meu primeiro ordenado era apenas de 1.500 escudos. E quando saí do Sporting, em 1975, só ganhava 10 contos. Posso dizer, com franqueza, que corria apenas por amor à camisola. Mas não me arrependo”.
Apesar de ter corrido durante quase toda a sua carreira de Leão ao peito, foi ao serviço do Benfica, em 1976, que obteve a sua única vitória na Volta a Portugal:
- 1976, Benfica, Portugal

## Palmarés

### Por ano
- 1968
  -  Campeão de Portugal da contrarrelógio por equipas

- 1970
  - Grande Prêmio Robbialac :
    - Classificação geral
    - 7. ª etapa

  - Troféu Notícias
  - 2.º da Volta a Portugal
  - 3.º do Campeonato de Portugal da montanha
  - 3.º do grande Prêmio de Riopele

- 1971
  -  Campeão de Portugal da montanha
  - 2.º da Volta a Portugal
  - 2.º do grande Prêmio de Cintra
  - 2.º de Campo Grande-Lisboa
  - 3.º do Campeonato de Portugal em estrada
  - 3.º do Campeonato de Portugal de perseguição

- 1972
  - 2a e 13a etapas da Volta a Portugal

- 1973
  - 3.º do Trofeu Abril

- 1974
  - 10. ª etapa da Volta a Portugal
    - 2. ª etapa do grande Prêmio Curado

  - 2.º do grande Prêmio Curado

- 1975
  - 2.º do Campeonato de Portugal em estrada
  - 3.º da Polymultipliée

- 1976
  - Volta a Portugal :
    - Classificação geral
    - 9. ª etapa

  - 2.º do Campeonato de Portugal em estrada aficionada

- 1977
  -     - 8. ª etapa da Volta a Portugal

  - 2.º do Campeonato de Portugal em estrada aficionada

- 1978
  -     - 3. ª etapa da Volta ao Algarve

  - 2.º do Grande Prêmio Internacional de Torres Vedras

- 1979
  - Volta ao Algarve
  - Grande Prêmio Internacional de Torres Vedras
  - Grande Prêmio Abimota
  - 3.º de Porto-Lisboa

- 1980
  - Grande Prémio do Concelho de Loures :
    - Classificação geral
    - Prólogo e 2.ºb etapa (contrarrelógio)

  - Volta ao Algarve :
    - Classificação geral
    - 5.ª etapa (contrarrelógio)

  - Prólogo do Grande Prêmio Internacional de Torres Vedras
    - 1.ª etapa do Grande Prémio Jornal de Notícias

  - 2.º do Grande Prêmio Internacional de Torres Vedras

- 1984
  - 2.º do Campeonato de Portugal em estrada aficionada
  - 2.º de Porto-Lisboa
  - 3.º da Volta ao Alentejo

### Resultados no Tour de France
1 participação
- 1975 : abandono (12. ª etapa)